# Dylemat bezpieczeństwa
Dylemat bezpieczeństwa (ang. security dilemma) – koncepcja o zasadniczym znaczeniu dla studiów nad bezpieczeństwem, forma dylematu więźnia. Wyraża egzystencjonalny warunek niepewności. Według Johna H. Herza, amerykańskiego badacza stosunków międzynarodowych i prawa, działania podjęte na rzecz wzrostu bezpieczeństwa przez jedno państwo (rozbudowa potencjału obronnego, zawarcie sojuszu) może zostać odebrane przez inne państwa jako działania zagrażające.
Występuje na dwóch poziomach: interpretacji i odpowiedzi. Na poziomie interpretacji decydenci nie są pewni intencji i motywów działań podjętych przez inne podmioty. Na poziomie odpowiedzi decydenci stoją przed problemem, jak reagować. W odpowiedzi na dylemat bezpieczeństwa państwa mogą rozwinąć spiralę wzajemnej wrogości, tworząc sytuację określaną jako paradoks bezpieczeństwa. Motywy obronne i agresywne często prowadzą do podejmowania takich samych decyzji w sferze zbrojeń. Ich interpretacja nie jest jednoznaczna. W konsekwencji państwa przyjmują wariant najgorszy i dostosowują do niego decyzje odnoszące się do bezpieczeństwa.
Dylemat bezpieczeństwa zaostrza się w przypadku:
- odniesienia korzyści przez pierwszego atakującego,
- szybkich zmian w równowadze sił,
- zdobycia w wyniku aneksji zasobów ułatwiających dalszy podbój,
- przewagi ataku nad obroną.

Ograniczenie oddziaływania dylematu bezpieczeństwa następuje przez zachowanie takiego poziomu zdolności obronnych państwa, który nie wzbudzi niepokoju innych państw.